# عملاق (أسطورة نوردية)

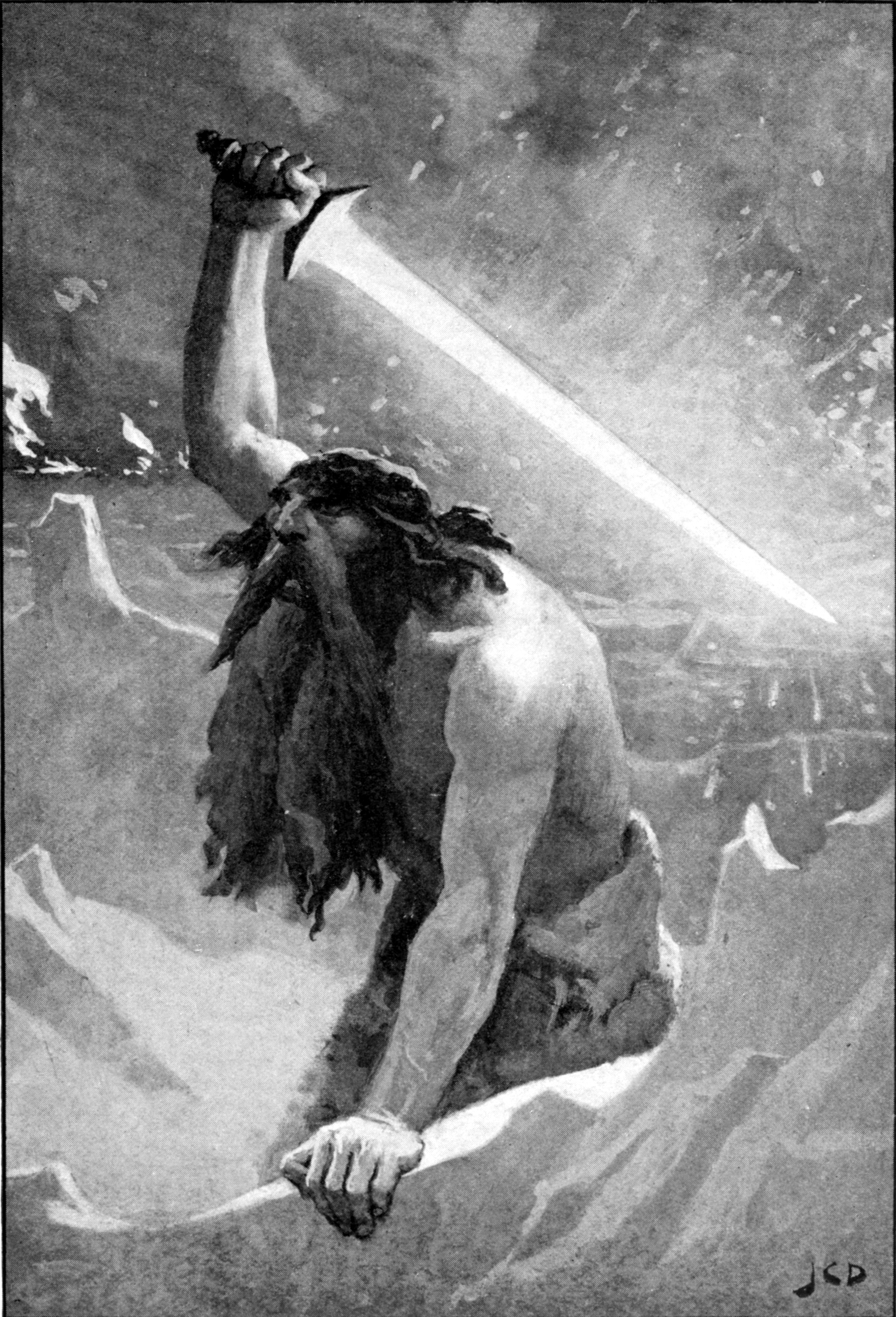
أحد العمالقة وهو يحرس موسبلهايم، من كتاب بريطاني للرسوم التوضيحية عام 1909.

في الميثولوجيا الإسكندنافيّة، اليُوْتُوْنْ (جمع: يُوْتْنَارْ) أو العملاق هو مخلوقٌ يختلف عن الآلهة وغيرها من المخلوقات، كالأقزام والآلف. وتتعدّد تسمية اليوتون إلى عدة تسميات بشكل يدعو إلى الالتباس، منها ريسي وثورس وترول.
وعلى الرغم من تعريف اسم اليوتون بالـ«عملاق» كما جاء في بعض النصوص، إلا أنّ اليوتنار ليس بالضرورة أن يكونوا ضخامًا جدًا، ويمكن أن يُوصَفوا بالجمال الفائق أو البشاعة المرعبة. هناك بعض الآلهة ممن يوصفون باليوتنار، مثل سكادي وغيرد، وهناك آلهة معروفون هم بالأصل من نسل اليوتنار‌، مثل الإله أودين.
يرجع أصل اليوتنار حسب الميثولوجيا الإسكندنافيّة إلى الكائن الأوليّ يمير، والذي جاؤوا العمالقة للوجود إثر نموّ نتج عن تكاثر لا جنسي من جسده. قُتِلَ يمير بعدئذٍ، وتقطّعت أجزاء جسده لتشكّل العالم، وهربت العمالقة من هذه الوقائع بالإبحار خلال فيضانٍ من دم يمير. يسكن اليوتنار في يوتنهايم. ولاحقًا، في الفلكلور الإسكندنافيّ‍، ولأنّ اسم اليوتون في معناه غامض؛ صُوّرت العمالقة بصورة سلبيّة.